# اینگرید تولین
اینگرید لیلیان تولین (به سوئدی: Ingrid Lilian Thulin) (زادهٔ ۲۷ ژانویه ۱۹۲۶ – درگذشتهٔ ۷ ژانویه ۲۰۰۴) از ماهرترین بازیگران فیلم‌های سینمایی اهل سوئد بود. وی چهار دهه در عالم سینما فعالیت داشت و فیلم کلاسیک توت‌فرنگی‌های وحشی (۱۹۵۷) ساختهٔ اینگمار برگمان از مشهورترین فیلم‌های اوست.
اینگرید از بنیاد هنرهای دراماتیک سوئد فارغ‌التحصیل شده بود. وی سال‌های آخر عمر خود را در رم زندگی می‌کرد ولی پس از ابتلاء به بیماری سرطان به وطن بازگشته و در آنجا بستری شده بود.

## جوایز
تولین در سال ۱۹۵۸ برای فیلم آستانه زندگی برنده جایزه بهترین بازیگر زن از جشنواره کن (فرانسه) شده بود.

## بخشی از فیلمشناسی
- توت‌فرنگی‌های وحشی (۱۹۵۷)
- چهره (۱۹۵۸)
- آستانه زندگی (۱۹۵۸)
- نور زمستانی (۱۹۶۲)
- سکوت (۱۹۶۳)
- ساعت گرگ و میش (۱۹۶۸)
- فریادها و نجواها (۱۹۷۲)
- موسی قانون‌گذار (۱۹۷۴)
- سالن کیتی (۱۹۷۶)